# Vivian Hsu
Vivian Hsu (* 19. březen 1975 Tchaj-čung) je tchajwanská herečka, zpěvačka a modelka.

## Životopis
Narodila se v Tchaj-čungu jako Hsu Su-chuan a používala toto jméno do chvíle, než se stala modelkou. V roce 1990 vyhrála tchajwanskou talentovou soutěž a začala vystupovat v televizi. Do té doby rozvážela jídlo na kole. Účinkovala i v dívčím hudebním triu Girls Team.
Před kamerou se poprvé objevila v roce 1994 ve filmu Shao Lin xiao zi. Českým divákům pak může být známá ze snímků jako Agent z Hongkongu nebo Bojovníci duhy.
V Asii je pak velmi populární díky své hudební kariéře. Vydala 6 alb a nazpívala také úvodní melodii k animovanému seriálu Mobile Suit Gundam SEED.
Do roku 2002 se věnovala také modelingu.

### Osobní život
Zasnoubila se s indonéským obchodníkem Seanem Lee.

## Ocenění
V roce 2008 byla nominována na ocenění Hundred Flowers Awards v kategorii nejlepší herečka za film Yun shui yao.

## Filmografie (výběr)

### Filmy
- 1994 – Shao Lin xiao zi, Zhong ji lie sha
- 1995 – Chi luo tian shi, Mo gui tian shi
- 1996 – Long zai Shaolin, Huang jin dao li xian ji
- 1997 – Ai shang 100 % ying xiong, Koroshiya & Usotsuki musume, Chao ji wu di zhui nu zai
- 1998 – Xia dao zheng chuan, Mooi tin oi lei 8 siu see
- 2001 – Agent z Hongkongu
- 2005 – Malá mořská víla Dodo
- 2006 – Poslední tanec, Yun shui yao
- 2008 – Fei cheng wu rao
- 2009 – Xinghai
- 2010 – Yit Lat Lat, Tanec ohnivých draků, Juliet's Choice
- 2011 – Bojovníci duhy, Bai she chuan shuo, Yu shi shang tong ju
- 2012 – Xin tiang sheng yi dui
- 2013 – Machi Action, Ma de 2 hao, Ting jian xia yu de sheng yin, -197 °C Murder

### Televizní filmy
- 2013 – Kindaichi shonen no jikenbo: Hong Kong Kowloon zaiho satsujin jiken

### Televizní seriály
- 2002–2003 – Kido senshi Gundam Seed